# 누엔도
누엔도(Nuendo)는 독일의 음악 소프트웨어 및 음향기기 업체인 스테인버그(Steinberg)가 개발한 디지털 오디오 워크스테이션(DAW)이다. MIDI 신호를 제어하는 음악 시퀀싱, 디지털 오디오 편집, 믹싱 등이 모두 가능한 소프트웨어이다.
현재 7.0.0 버전까지 출시되어 있으며, 맥(Macintosh)과 PC버전 모두 출시되지만, 주로 윈도 기반의 이용자들에게 널리 사용되고 있다.
스타인버그사는 큐베이스와 누엔도(Nuendo), 2종의 DAW를 출시했는데, 큐베이스는 음악을 창작하는 프로듀서들에게, 누엔도(Nuendo)는 오디오 포스트-프로덕션(레코딩, 믹싱,편집) 작업에 주로 쓰이며, 두 소프트웨어 모두 VST, DXi(DirexctX Instrument) 규격을 지원하고, 프로젝트 파일(확장자 cpr, npr)은 서로 호환된다.